# Lolita malgré moi 2
Série Lolita malgré moi
Lolita malgré moi
(2004)
Pour plus de détails, voir Fiche technique et Distribution.
Lolita malgré moi 2 ou Méchantes Ados 2 au Québec (Mean Girls 2) est un téléfilm américain réalisé par Melanie Mayron, diffusé le 23 janvier 2011 sur ABC Family
C'est un spin-off du film Lolita malgré moi réalisé par Mark Waters en 2004. Il se déroule dans le même lycée quelques années après les événements du film d'origine. Le seul acteur du film original à reprendre son rôle est Tim Meadows qui retrouve son personnage, le principal Ron Duvall.
Il a été diffusé sous le label ABC Family Original Movie.

## Synopsis
L’histoire tourne autour d’une nouvelle élève au lycée, Jo (Meaghan Martin) qui accepte de se lier d’amitié avec la mal-aimée, Abby (Jennifer Stone), à la demande du riche père d’Abby en échange du paiement de tous les coûts de Jo pour aller a l'université de ses rêves.
Jo et Abby font équipe pour affronter les « méchantes filles » du lycée : Mandi (Maiara Walsh), Hope (Nicole Anderson) et de Chastity (Claire Holt).

## Fiche technique
Sauf indication contraire, les informations mentionnées dans cette section peuvent être confirmées par la base de données cinématographiques IMDb,  présente dans la section « Liens externes ».
- Titre original : Mean Girls 2
- Titre français : Lolita malgré moi 2
- Titre québécois : Méchantes Ados 2
- Réalisation : Melanie Mayron
- Scénario : Cliff Ruby, Elana Lesser et Allison Schroeder
- Direction artistique : Debbie DeVilla
- Décors : Kristen McGary
- Costumes : Kitty Boots
- Photographie : Levie Isaacks
- Montage : Michael Jablow
- Musique : Transcenders
- Production : George Engel
- Sociétés de production : Paramount Famous Productions
- Société de distribution : ABC Family (TV) ; Paramount Pictures (Globale)
- Pays d'origine :  États-Unis
- Langues originales : anglais
- Format : Couleur - 1.78 : 1 - son Dolby Digital
- Genre : Comédie
- Durée : 97 minutes
- Première diffusion : 
  -  États-Unis : 23 janvier 2011 sur ABC Family

## Distribution
- Meaghan Martin (VFB : Maia Baran) : Johanna « Jo » Mitchell
  - Tatum Etheridge : Johanna jeune
- Jennifer Stone (VFB : Véronique Fyon) : Abigail « Abby » Hanover
- Maiara Walsh (VFB : Séverine Cayron) : Amanda « Mandi » Weatherly DuPont
  - Anna Cate Donelan : Amanda jeune
- Nicole Anderson (VFB : Mélanie Dermont) : Hope Plotkin
- Claire Holt (VFB : Béatrice Wegnez) : Cassidy « Chastity » Meyer
- Diego Boneta (VFB : Alexandre Crépet) : Tyler Adams
- Bethany Anne Lind (en) : Quinn Shinn
- Tim Meadows (VFB : Erwin Grünspan) : le principal Ron Duvall
- Linden Ashby (VFB : David Manet) : Rod Mitchell, le père de Jo
- Donn Lamkin : Sidney Hanover, le père d'Abby
- Rhoda Griffis : Ilene Hanover, la mère d'Abby
- Colin Dennard : Elliott Gold
- Patrick Johnson : Nick Zimmer
- Mike Pniewski : Mr Giamatti
- Willie Larson : May
- Juliet Kim : Ling
- Amber Wallace : Violet
- Source et légende : Version française (VF) via le carton de doublages en fin de film.

## Audiences
Le téléfilm a réuni 3,4 millions de téléspectateurs le soir de sa première diffusion, devenant le programme le plus regardé de la semaine aux États-Unis.